# Ginglymodi
Clade
Classification phylogénétique
- Ostéichthyens
  - Actinoptérygiens
    - Cladistiens
    - Actinoptères
      - Chondrostéens
      - Néoptérygiens
        - Halécostomes
          - Halécomorphes
          - Téléostéens

        - Ginglymodes

  - Sarcoptérygiens

Les Ginglymodes (Ginglymodi) sont des poissons d'eau douce pouvant atteindre une grande taille (6 m), aux écailles épaisses, losangiques et juxtaposées. ils possèdent un museau allongé pourvu de nombreuses dents. Ils sont ichtyophages (se nourrissent de poissons). Leur taille allongée et la position de leurs nageoires caudale, dorsale et anale (situées tout en arrière du corps) leur permet de faire des pointes de vitesse et ainsi d'attraper d'autres poissons.
En cas de besoin, ils sont capables d'aspirer de l'air à la surface et leur vessie natatoire richement vascularisée sert alors de poumon.
On en compte aujourd'hui 7 espèces en Amérique du Nord et centrale, les autres étant connues à l'état de fossiles.
Leur nom est basé sur le mot ginglymos (γίγγλυμος) qui, en grec ancien, signifie "charnière".
Synonyme : Lepisosteidae

## Classification classique
Famille des Lepisosteidae
- Atractosteus
  - Atractosteus spatulas
  - Atractosteus tristoechus - lépisostée alligator
  - Atractosteus tropicus
- Lepisosteus
  - Lepisosteus oculatus
  - Lepisosteus osseus - lépisostée osseux
  - Lepisosteus platostomus
  - Lepisosteus platyrhincus

## Liste des genres
Selon Paleobiology Database (30 juil. 2012) :
- genre Kyphosichthys
- Lepisosteiformes
- genre Neosemionotus
- Semionotiformes